# Anomiopus soledari
Anomiopus soledari е вид насекомо от семейство Листороги бръмбари (Scarabaeidae).

## Разпространение
Видът е разпространен в Бразилия (Гояс).